# Trial de Sant Llorenç 1981
L'edició de 1981 del Trial de Sant Llorenç fou la 15a d'aquesta prova, organitzada pel Motor Club Terrassa. El trial era la primera prova del Campionat del Món d'aquell any i tingué lloc el 22 de febrer a Mura, Bages, amb sortida prop de l'església de Sant Martí. Hi participaren 80 pilots, els quals hagueren de superar 15 zones repartides al llarg d'un recorregut que calia completar 3 vegades.
Després del petit parèntesi de l'edició anterior, en què la prova es traslladà a Olot, el Trial de Sant Llorenç tornava el 1981 al seu escenari original, Sant Llorenç del Munt, per bé que en aquesta ocasió ho feia als contraforts del vessant nord del massís, fora ja dels límits del Parc Natural i dins la comarca del Bages, a uns 20 km de Terrassa. Fou la darrera vegada que la prova se celebrà en aquest entorn, ja que d'ençà de 1982 tornà a organitzar-se uns quants anys a Olot i, més tard, anà variant anualment d'ubicació per diverses comarques de Catalunya.
El guanyador d'aquesta edició fou Manuel Soler, protagonitzant així la primera victòria d'un català al Trial de Sant Llorenç des que la prova havia esdevingut internacional el 1970. D'altra banda, cal dir que aquest trial se celebrà la vigília del cop d'estat del 23-F, de manera que l'endemà, mentre els afeccionats podien llegir les cròniques de la prova als diaris, a Espanya uns guàrdies civils assaltaven el Congrés dels Diputats i a València, l'exèrcit rebel treia els tancs al carrer.

## Col·laboradors
Les principals empreses i entitats col·laboradores de la 15a edició de la prova varen ser aquestes:
- Montesa
- OSSA
- San Miguel
- Minolta
- Isern
- Creu Roja Alpina

Es donava la circumstància que el batlle de Mura, Josep Cusidó, havia estat de jove pilot de trial i fins i tot havia participat en les primeres edicions del Trial de Sant Llorenç (fou tercer en categoria No Experts el 1967), amb la qual cosa l'Ajuntament de la població donà tota mena de facilitats per a la celebració de la prova.

## La nevada

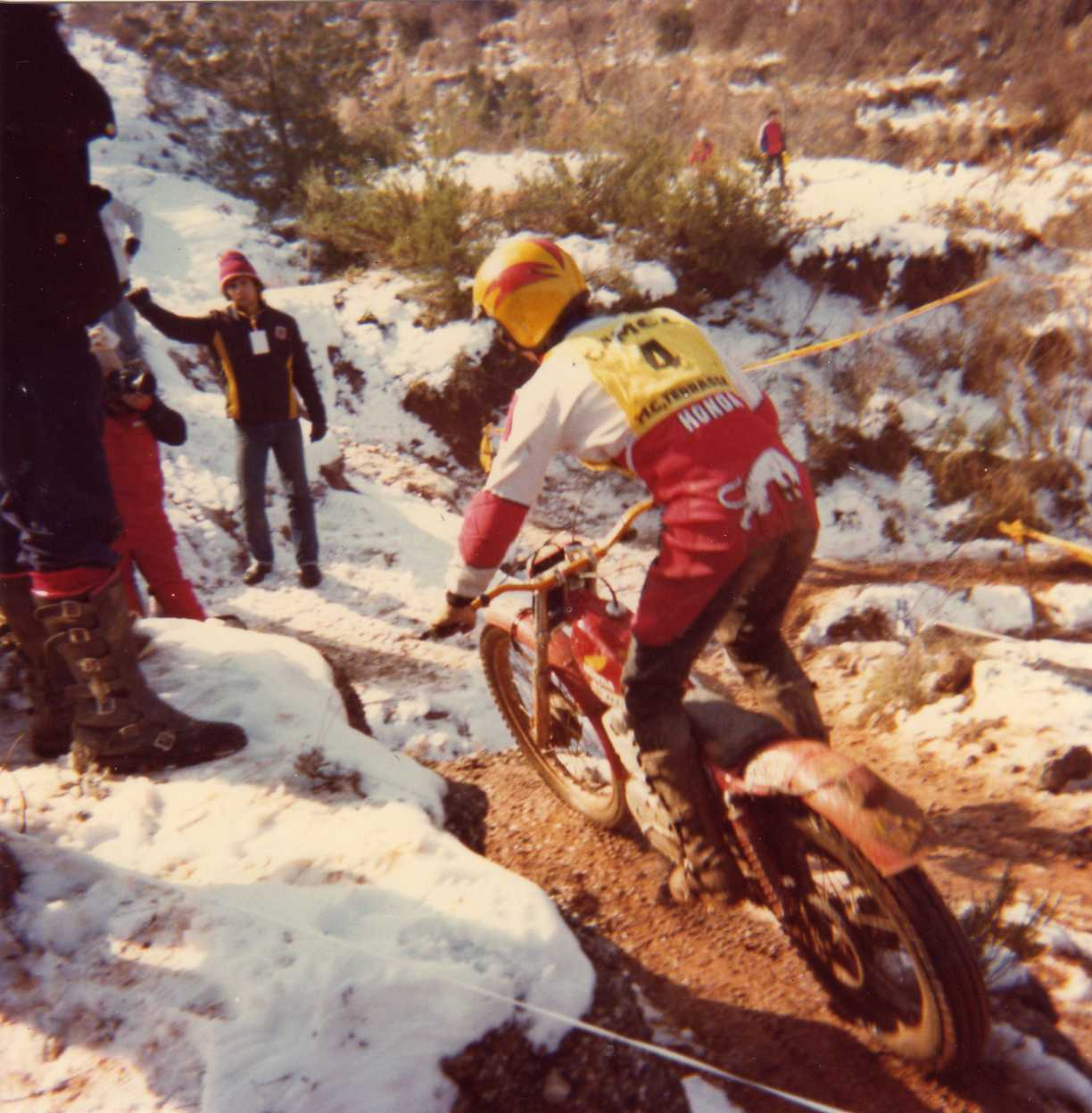
Eddy Lejeune durant la prova, superant a zero una zona prou nevada

Tot just tres dies abans d'aquest trial, dijous 19 de febrer, una onada de fred i neu es va abatre sobre Catalunya -especialment al terç central i septentrional- deixant nombroses comarques emblanquinades. Al cim de La Mola, per exemple, s'hi acumularen 10 cm de neu. Els membres del Motor Club Terrassa, que feia un any que preparaven la prova, veieren perillar-ne la celebració a causa de les condicions intransitables d'alguns sectors del terreny proper a Mura. Finalment, però, varen poder adaptar-se a la nova situació i divendres variaren el recorregut previst tot anul·lant algunes zones i canviant el traçat d'unes altres, així com escurçant el recorregut previst (inicialment feia 25 km).
La situació millorà a partir de dissabte 21, en què el bon temps i el sol varen fondre grans quantitats de neu i varen allunyar definitivament el perill de suspensió de la prova, tot afegint-hi, però, la dificultat extra del fang abundant que contribuïa a endurir les zones (fent-les molt més relliscoses) i el recorregut.

## Recorregut
La sortida i parc tancat dels participants se situà al descampat que hi havia al costat de l'església de Sant Martí, a tocar del mur que hi ha a la banda dreta i que dona ja al camí que surt del poble i s'endinsa pels boscos propers. En aquest indret s'hi instal·là també una pissarra gegant on s'anava reflectint la puntuació provisional dels pilots a mesura que anaven passant per les zones, així com el podi on se celebrà la cerimònia final de lliurament de premis. També s'habilitaren extenses zones d'aparcament per als espectadors, gairebé totes al costat de la carretera d'entrada al poble, des d'on es podia arribar a peu en pocs minuts al punt de sortida.
La sortida del primer pilot estava programada a les 9 del matí i els participants disposaven de 7 hores i mitja per a completar la prova. El recorregut establert, de vora 20 km, discorria en sentit contrari al de les busques del rellotge. Sortint de l'església de Sant Martí en direcció nord-nord-est es trobaven les zones 1 a 4 i seguia fins que, prop del km 2 de la carretera BV-1223 (branc a Mura de la carretera BV-1221 de Terrassa a Talamanca), girava cap al nord i seguia uns quilòmetres fins que, un cop deixada La Roca al sud, tornava a girar vers l'oest fins a arribar a la Riera de Nespres. Començava aleshores el descens cap al poble, tot seguint el curs de la riera i, un cop passat Cal Biel, a l'açada del Molí enfilava de cop cap al sud uns quilòmetres fins que tornava a remuntar cap al nord, tot acostant-se al Raval.
Un cop a les envistes del poble, amb la sortida ben a prop, girava de cop a l'est i encadenava les zones 7 a 9, passava per Les Blanqueres i, un cop fetes les zones 10 i 11 arribava de nou a la Riera de Nespres (on hi havia la zona 12) i en tornava a seguir el curs cap al sud. A l'alçada de Sant Lleïr -prop d'on hi havia la zona 13- tornava a enfilar cap al nord-oest i, tot passant per Sant Antoni (on hi havia la zona 14), tornava a trobar la Riera de Nespres i la seguia fins a arribar un altre cop a la sortida, prop de la qual hi havia la darrera zona, la 15.

## Zones
Per tal d'evitar els embussos deguts als seguidors que es traslladaven sovint d'una zona a l'altra amb cotxe, els organitzadors havien situat 11 zones en un radi de 500 metres al voltant de la població, fent així del tot innecessari l'ús de l'automòbil. Les zones de la 1 a la 4 eren pràcticament a peu de carretera, tot just a l'entrada de la població, a menys de 500 metres de distància la primera de la quarta.
De fet, es podia arribar a peu a 12 de les 15 zones: les zones número 1 a 4 i la 15 eren a tocar de la sortida i les número 7 a 9 també; les número 10 a 12 i la 14 eren relativament a prop, entre Les Blanqueres i Sant Antoni; les úniques zones allunyades eren la número 5, la 6 i la 13. Per tant, en aquesta prova es desaconsellava fortament als seguidors l'ús de la motocicleta per a desplaçar-se d'una zona a l'altra, ja que no tenia sentit per a tan poca distància, i evidentment era del tot impossible fer-ho en automòbil.
| Zona | Situació                       |
| ---- | ------------------------------ |
| 1    | A menys de 500 m de la sortida |
| 2    | Íd.                            |
| 3    | Íd.                            |
| 4    | Íd.                            |
| 5    | Al nord-oest de La Roca        |
| 6    | Entre Cal Biel i El Molí       |
| 7    | Anant cap a Les Blanqueres     |
| 8    | Íd.                            |
| 9    | Íd.                            |
| 10   | Passades Les Blanqueres        |
| 11   | Anant cap a Sant Antoni        |
| 12   | Prop de Sant Antoni            |
| 13   | Prop de Sant Lleïr             |
| 14   | Al costat de Sant Antoni       |
| 15   | A 100 m de la sortida          |

### Característiques
Les zones marcades varen ser considerades pels experts dures, fortes i difícils (per a alguns, fins i tot massa), però extremadament selectives i variades. N'hi havia amb fang, aigua, roques humides i fins i tot la número 4 era la típica zona de Sant Llorenç, amb una "paret" de roca aspra amb diversos desnivells enllaçats, com les que hi havia hagut sempre a les edicions clàssiques d'aquest trial.
A tall d'exemple, tot seguit se'n descriuen algunes:
- Zona 1. Era llarga, amb grans pujades i acabada en un alt esglaó de roca.
- Zona 2. Semblant a la primera.
- Zona 3. Era molt selectiva, amb fang, arrels i roques.
- Zona 4. Força espectacular, constava d'una paret de roca i grans desnivells, comptant amb bona adherència.
- Zones 7, 8 i 9. Era un grup de zones espectacular i molt bell, prop d'una riera. La número 9, per exemple, tenia roques, aigua i una sortida amb rampa de pujada molt difícil: calia primer sortejar una entrada plena de grans roques i còdols, ben enfangada, per a encarar tot seguit un fort esglaó de roca que donava pas al nivell superior de la riera, arribats al qual calia enllaçar amb la forta rampa de sortida. Al llarg del dia, el fang creixent (producte del sol que fonia la neu) n'anà complicant l'execució.
- Zona 10. Marcada enmig d'una fondalada boscosa on hi discorria un rierol, la seva principal dificultat era la sortida, amb un gir de 90° a l'esquerra que enllaçava amb una forta pujada de terra que menava al camí principal.
- Zona 15. Una zona molt concorreguda a causa de la seva proximitat al punt de sortida, consistia en un rierol estret el curs del qual calia remuntar, tot superant nombroses roques i desnivells humits, envoltats de neu.

## Participants

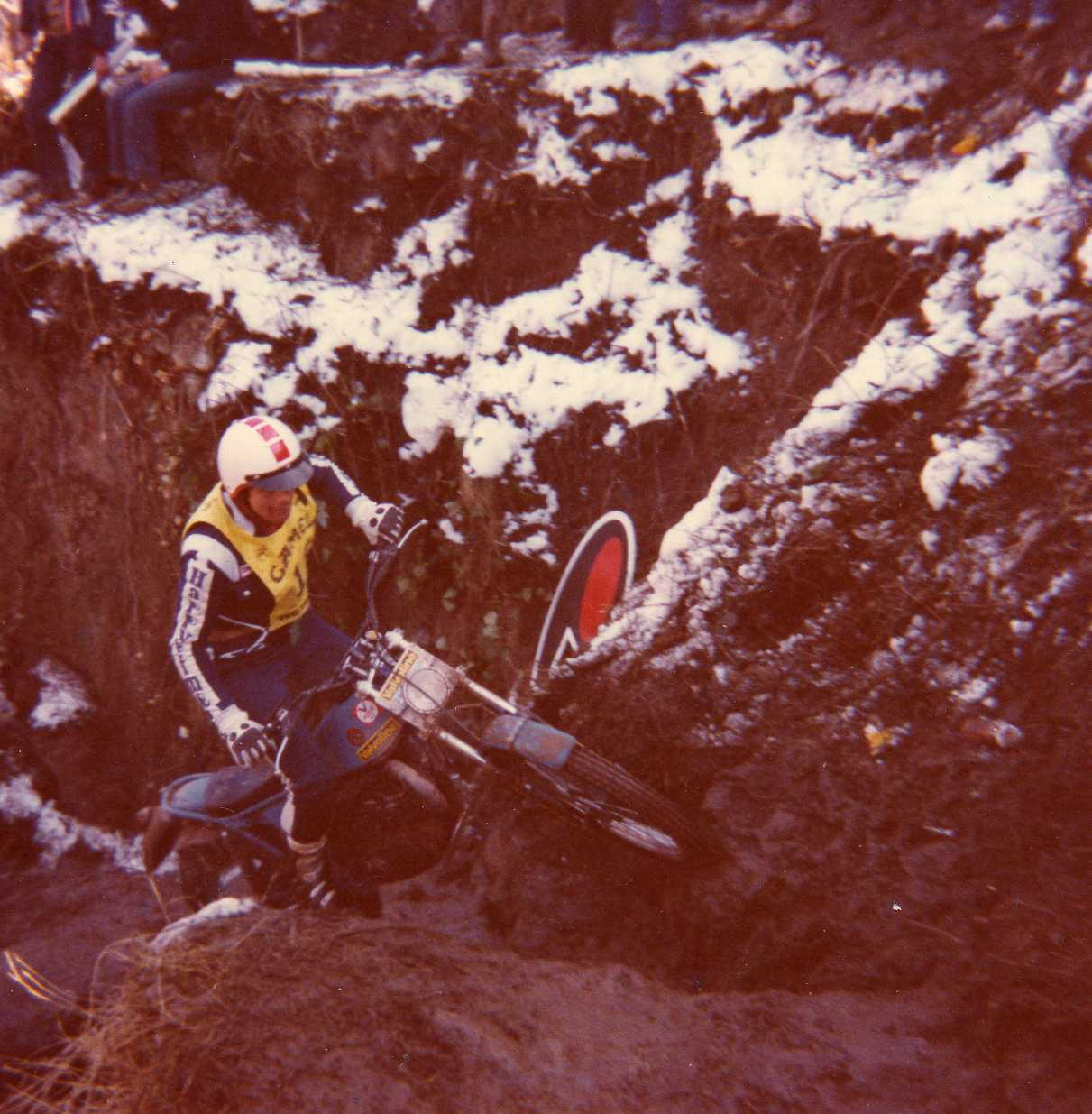
Joe Wallman amb la Bultaco Sherpa T acabant la zona 15

A l'edició de 1981 s'hi varen presentar tots els equips dels fabricants que en aquell moment competien al mundial: Bultaco, Montesa, OSSA, Honda, Suzuki, SWM, Fantic i Italjet, a banda d'alguns pilots amb sengles Yamaha i una solitària Aprilia (la de Lino Della Rodolfa). Dels equips de fàbriques catalanes, atesa la precària situació financera de Bultaco i OSSA el més ben posicionat era el de Montesa (amb Ulf Karlson, Manuel Soler i Charles Coutard com a pilots principals). Finalment Karlson, el campió del món vigent, no pogué passar del setè lloc final.
Pel que fa a les italianes, Italjet debutava en competició a Catalunya amb només tres pilots (Bernie Schreiber, Ettore Baldini i l'anglès Peter Cartwright). Malgrat que s'havia especulat que s'hi uniria l'austríac Joe Wallman, aquest finalment es presentà a Mura amb la seva Bultaco habitual. També participà amb la marca catalana el finlandès Timo Ryysy, tot i estar en tractes amb Aprilia.
Hi havia, però, nombrosos integrants dels equips oficials de Fantic i SWM. Dels darrers, el millor fou Gilles Burgat, jove campió de França que aquella temporada acabaria guanyant contra tot pronòstic el mundial. També amb SWM, un jove John Lampkin debutava internacionalment en aquest trial, acabant-hi finalment en el lloc 51 amb 170 punts. De l'equip Fantic, el millor fou Jaume Subirà, classificat en 19a posició.
Finalment cal dir que els pilots anglesos, antics dominadors de la disciplina (entre ells Martin Lampkin, Malcolm Rathmell o Nigel Birkett). passaren per aquesta prova sense pena ni glòria, aconseguint només John Reynolds un lloc entre els 10 primers classificats.

### La victòria de Manuel Soler
Manuel Soler aconseguí en aquest trial una ajustada victòria per davant d'Eddy Lejeune. Era la seva segona victòria en una prova del Campionat del Món (la primera l'aconseguí el 1979 amb Bultaco a Finlàndia) i la primera de les tres que protagonitzà aquell any, el millor de la seva carrera esportiva, que culminà amb el cinquè lloc final al mundial. Al mateix temps, en ser aquell any el Trial de Sant Llorenç la primera prova del Campionat del Món, Soler esdevenia el primer català a liderar mai aquest campionat.
La victòria de Soler fou molt treballada i arribà després de tota una jornada d'incertesa, ja que la situació afavoria el belga durant les primeres dues voltes de les tres de què constava la prova. Així, a la primera, Lejeune penalitzà 31 punts pels 37 de Soler; a la segona, tots dos empataren a 32, amb la qual cosa abans de començar la decisiva tercera volta la puntuació era de 63 punts per a Lejeune i 69 per a Soler. Aquest, però, realitzà una excel·lent tercera volta i obtingué la puntuació més baixa de la jornada, 23 punts, pels 29 de Lejeune. Així doncs, en acabar la prova tots dos pilots havien empatat a 92 punts i calia desempatar pel major nombre de zeros, desempat que fou favorable al català per 13 a 12 (al llarg de les tres voltes, Soler n'aconseguí 4, 4 i 5 mentre Lejeune n'obtenia 5,3 i 4 respectivament).

## Classificació

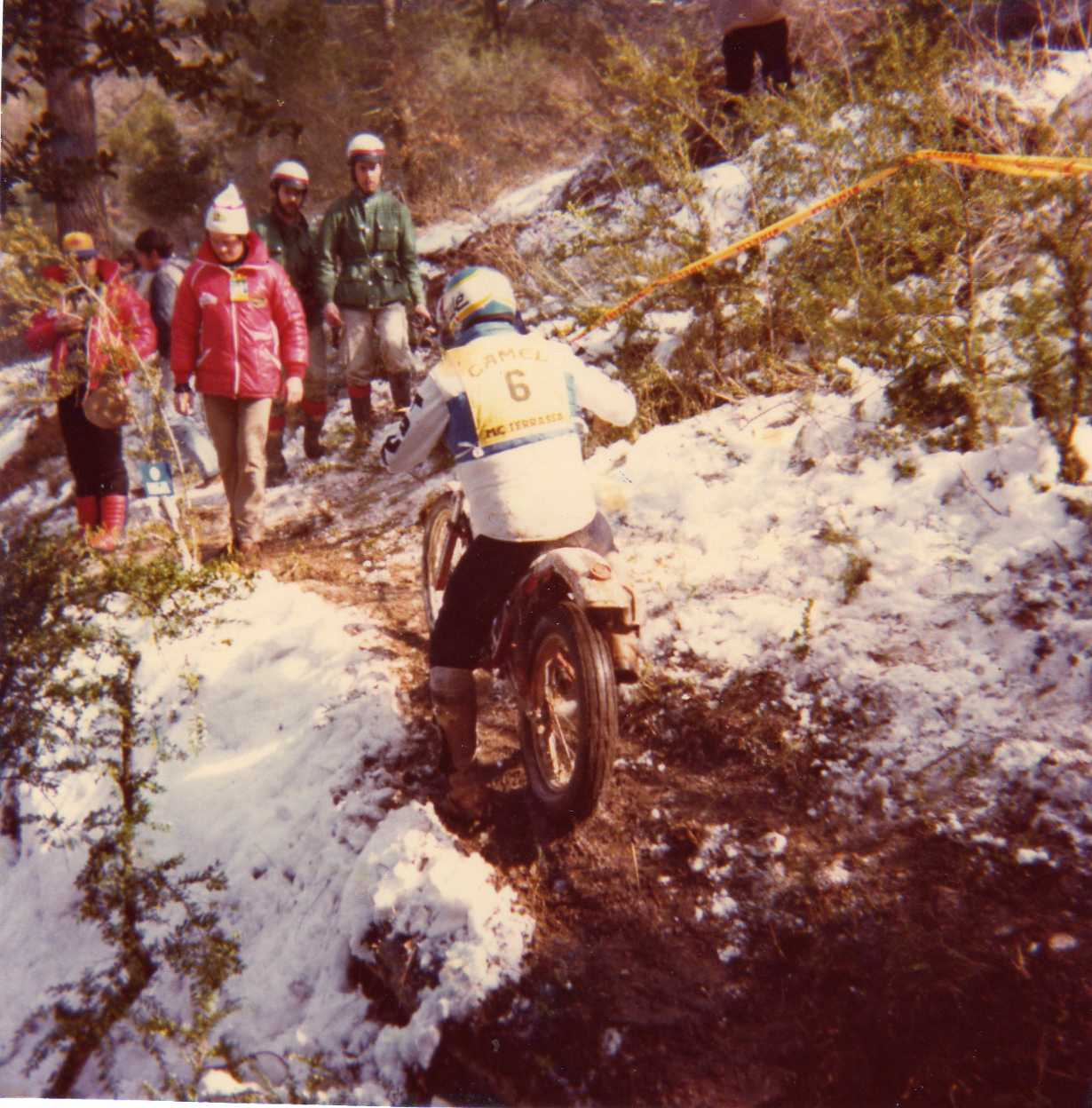
Manuel Soler, guanyador de la prova, posant un peu a la sortida de la zona 10

| Posició | Pilot               | Motocicleta | Punts |
| ------- | ------------------- | ----------- | ----- |
| 1       | Manuel Soler        | Montesa     | 92    |
| 2       | Eddy Lejeune        | Honda       | 92    |
| 3       | Bernie Schreiber    | Italjet     | 103   |
| 4       | Toni Gorgot         | OSSA        | 106   |
| 5       | Gilles Burgat       | SWM         | 113   |
| 6       | Charles Coutard     | Montesa     | 113   |
| 7       | Ulf Karlson         | Montesa     | 115   |
| 8       | Yrjö Vesterinen     | Bultaco     | 116   |
| 9       | Christian Desnoyers | SWM         | 117   |
| 10      | John Reynolds       | Suzuki      | 126   |